# Cilaos
Cilaos ist eine französische Gemeinde mit 5215 Einwohnern (Stand 1. Januar 2022) im Übersee-Département Réunion.

## Geografie

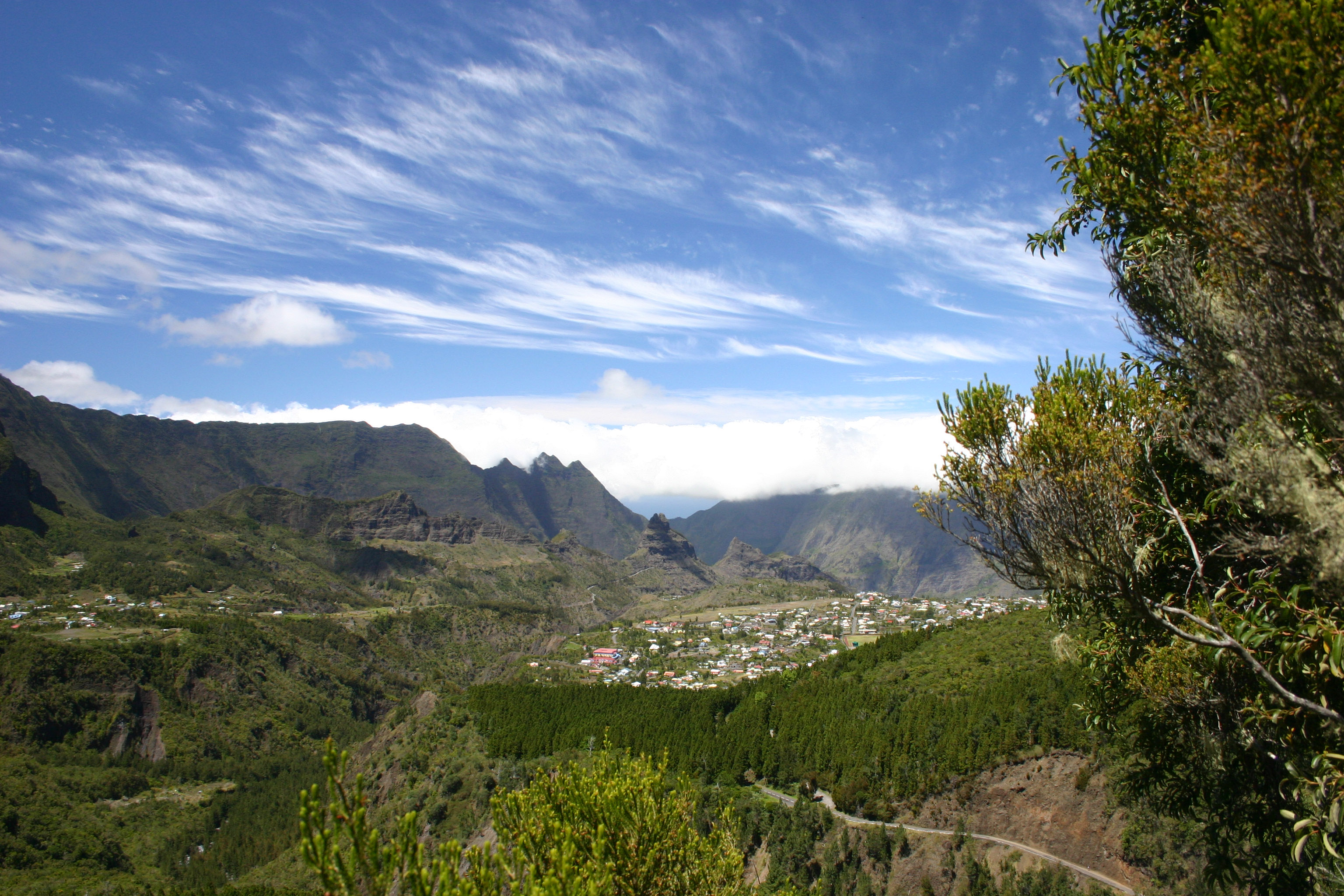
Cilaos

Cilaos liegt im Talkessel Cirque de Cilaos im Zentrum der Insel, auf der Südseite des Massif du Piton des Neiges. Der Name bedeutet so viel wie schneebedeckte Bergspitzen. Die Nachbargemeinden sind Les Avirons, Entre-Deux, Saint-Benoît, Saint-Leu, Saint-Louis, Saint-Paul, Salazie und Les Trois-Bassins. Markante Berge in Cilaos sind der Piton des Neiges und der Col du Taibit. Wälder tragen Namen wie Forêt du Grand Matarum, Forêt de la Mare à Joseph und Forêt du Tapcal.

## Klima
In Cilaos wurde die bisher weltweit größte 24-stündige Niederschlagsmenge gemessen: Am 15/16. März 1952 fielen innerhalb von 24 Stunden 1870 Liter/m² Regen.

## Geschichte
Die Siedlung wurde im 17. Jahrhundert von Sklaven gegründet, die von den Plantagen ins Gebirge geflohen waren (sogenannte Marrons). Der Name wird häufig auf den madagassischen Ausdruck Tsilaosa zurückgeführt, der einen "Ort, an dem man sicher ist" bezeichnet.
Heute ist die Gemeinde ein Mitglied des Gemeindeverbandes CIVIS (Communauté Intercommunale des Villes Solidaires).

## Einrichtungen
In Cilaos steht die im Art déco gestaltete Kirche Notre-Dame-des-Neiges.